# Valeria Spälty
Valeria Claudia Spälty (Glaris, 24 de junio de 1983) es una deportista suiza que compitió en curling.
Participó en los Juegos Olímpicos de Turín 2006, obteniendo una medalla de plata en la prueba femenina.
Ganó una medalla de bronce en el Campeonato Mundial de Curling Femenino de 2008 y cuatro medallas en el Campeonato Europeo de Curling entre los años 2004 y 2008.

## Palmarés internacional
| Juegos Olímpicos   | Juegos Olímpicos                  | Juegos Olímpicos  | Juegos Olímpicos |
| Año                | Lugar                             | Medalla           | Prueba           |
| ------------------ | --------------------------------- | ----------------- | ---------------- |
| 2006               | Turín (Italia)                    | Medalla de plata  | Equipo           |
| Campeonato Mundial |                                   |                   |                  |
| Año                | Lugar                             | Medalla           | Prueba           |
| 2008               | Vernon (Canadá)                   | Medalla de bronce | Equipo           |
| Campeonato Europeo |                                   |                   |                  |
| Año                | Lugar                             | Medalla           | Prueba           |
| 2004               | Sofía (Bulgaria)                  | Medalla de plata  | Equipo           |
| 2005               | Garmisch-Partenkirchen (Alemania) | Medalla de plata  | Equipo           |
| 2006               | Basilea (Suiza)                   | Medalla de bronce | Equipo           |
| 2008               | Örnsköldsvik (Suecia)             | Medalla de oro    | Equipo           |